# Хакха
Хакха (бірм. ဟားခါးမြို့, трансліт. ha: hka: mrui., pronounced: hákʰá mjo̰; раніше передавалося як Хака) — місто в М'янмі, столиця штату Чин. Історично називалося Халкха. 
Населення — близько 20 тисяч осіб. Вважається дуже гарним містом, що лежить в мальовничих околицях, однак для відвідування іноземцями потрібен дозвіл, який важко отримати. Місто з'єднане вантажними автобусами з іншими містами — Фалам, Татлан, Ганго.

## Історія
Місто засноване в 1400 році народом гавкіт. Спочатку тут було невелике селище з 30 будинків.
Британці зайняли селище 10 січня 1890 року в ході операції «з підпорядкування диких племен». Британці заснували в Хаксі волосну адміністрацію, і утворилося невелике місто. У березні 1899 року в Хаксі відкрилася баптистська місія. Під час Другої світової війни Хакха була окупована японськими військами 11 листопада 1943 року, але незабаром була звільнена англійцями.
В 1948 році в Хаксі розмістилася адміністрація району Чинського особливого округу, столицею округу був тоді Фалам. В 1974 році особливий округ був скасований і утворений штат Чин, Хакха стала його столицею.

## Клімат
Місто знаходиться у зоні, котра характеризується океанічним кліматом субтропічних нагір'їв. Найтепліший місяць — травень із середньою температурою 20 °C (68 °F). Найхолодніший місяць — січень, із середньою температурою 11.7 °С (53.1 °F).
| Клімат Хакхи            | Клімат Хакхи | Клімат Хакхи | Клімат Хакхи | Клімат Хакхи | Клімат Хакхи | Клімат Хакхи | Клімат Хакхи | Клімат Хакхи | Клімат Хакхи | Клімат Хакхи | Клімат Хакхи | Клімат Хакхи | Клімат Хакхи |
| Показник                | Січ.         | Лют.         | Бер.         | Квіт.        | Трав.        | Черв.        | Лип.         | Серп.        | Вер.         | Жовт.        | Лист.        | Груд.        | Рік          |
| Середня температура, °C | 11,7         | 12,9         | 16,4         | 19,1         | 20           | 19,2         | 19,4         | 19,1         | 19,4         | 18,3         | 15,4         | 12,9         | 17           |
| Норма опадів, мм        | 8.4          | 19           | 50.6         | 122.4        | 270.3        | 611.5        | 597.7        | 509.2        | 324.4        | 194.1        | 64.7         | 16.5         | 2788.8       |
| Днів з опадами          | 1,1          | 1,8          | 3,1          | 6,9          | 12,8         | 18,2         | 20,3         | 20,2         | 15,9         | 9,5          | 3,7          | 1,2          | 114,7        |
| Вологість повітря, %    | 61           | 57.6         | 59.5         | 65.8         | 73.7         | 82.4         | 84.7         | 84.7         | 81.3         | 76.7         | 70.3         | 66.5         | 72           |
| ----------------------- | ------------ | ------------ | ------------ | ------------ | ------------ | ------------ | ------------ | ------------ | ------------ | ------------ | ------------ | ------------ | ------------ |
| Джерело: Weatherbase    |              |              |              |              |              |              |              |              |              |              |              |              |              |